# Les Oiseaux de passage (album)
 (janvier 2021).
Si vous disposez d'ouvrages ou d'articles de référence ou si vous connaissez des sites web de qualité traitant du thème abordé ici, merci de compléter l'article en donnant les références utiles à sa vérifiabilité et en les liant à la section « Notes et références ».
Pour les articles homonymes, voir Oiseau de passage.
Albums
Putain de toi
(2000)
Les Oiseaux de passage est un disque de reprises de chansons de Georges Brassens par divers artistes de la scène française du début des années 2000.
En 2006, la compilation ressort sous le nom de Putain de toi, agrémentée de titres supplémentaires.

## Description
L'album est sorti le 11 décembre 2001, soit quelques semaines après le vingtième anniversaire de la mort de Brassens.

### Titres de l'album
| 1.    | Le Parapluie                                                          | Yann Tiersen et Natacha Régnier ⑴ | 3:10     |
| 2.    | Le Roi                                                                | Noir Désir                        | 5:05     |
| 3.    | La Ballade des gens qui sont nés quelque part                         | Tarmac                            | 4:22     |
| 4.    | Il n'y a pas d'amour heureux                                          | Keren-Ann/Tanger ⑴                | 3:31     |
| 5.    | La Complainte des filles de joie                                      | Juliette ⑴                        | 5:15     |
| 6.    | La Fille à cent sous                                                  | Arthur H                          | 3:32     |
| 7.    | Embrasse-les tous                                                     | Benabar                           | 2:49     |
| 8.    | Les Passantes                                                         | Lofofora                          | 4:06     |
| 9.    | La Non-demande en mariage                                             | Miossec ⑴                         | 3:35     |
| 10.   | Mourir pour des idées                                                 | Subway                            | 4:02     |
| 11.   | Supplique pour être enterré à la plage de Sète                        | Magyd ⑴                           | 6:55     |
| 12.   | Pauvre Martin                                                         | Têtes Raides                      | 1:44     |
| 13.   | Les Copains d'abord                                                   | Cornu                             | 4:34     |
| 14.   | Quatre-vingt-quinze pour cent                                         | Weepers Circus                    | 3:53     |
| 15.   | La Prière                                                             | Saez ⑴                            | 19:05    |
| 16.   | Lettre à Toussenot — 3 février 1949 ⑵ (lettre écrite par G. Brassens) | Denis Lavant                      | (↳7:52)  |
| 17.   | Stances à un cambrioleur ⑵                                            | Francis Géraud                    | (↳12:12) |
| 18.   | Lettre à Toussenot — 7 février 1949 ⑵ (lettre écrite par G. Brassens) | Denis Lavant                      | (↳16:51) |
| 75:38 |                                                                       |                                   |          |

⑴ Crédité tel quel sur les visuels de l'album.
⑵ Piste cachée.

## Putain de toi
En 2006 est publié le disque Putain de toi qui, parmi d'autres nouvelles reprises, reprend certains des titres de cette compilation.
| No  | Titre                                                      | Musique                            | Durée |
| --- | ---------------------------------------------------------- | ---------------------------------- | ----- |
| 1.  | Le Parapluie*                                              | Yann Tiersen & Natacha Régnier     |       |
| 2.  | La Mauvaise Réputation                                     | Tété                               |       |
| 3.  | Embrasse-les tous*                                         | Bénabar                            |       |
| 4.  | Putain de toi                                              | Olivia Ruiz & The Hyènes           |       |
| 5.  | Pauvre Martin*                                             | Têtes Raides                       |       |
| 6.  | Stances à un cambrioleur                                   | Pauline Croze                      |       |
| 7.  | La Ballade des gens qui sont nés quelque part*             | Tarmac                             |       |
| 8.  | Les Oiseaux de passage                                     | Stephan Eicher & Taraf de Haïdouks |       |
| 9.  | La Complainte des filles de joie*                          | Juliette                           |       |
| 10. | La bella y el manantial (Dans l'eau de la claire fontaine) | Yuri Buenaventura                  |       |
| 11. | La non-demande en mariage*                                 | Miossec                            |       |
| 12. | La Cane de Jeanne                                          | Dionysos                           |       |
| 13. | Le Roi*                                                    | Noir Désir                         |       |
| 14. | L'Orage                                                    | Renan Luce                         |       |
| 15. | Il n'y a pas d'amour heureux*                              | Tanger & Keren Ann                 |       |
| 16. | The Passersby (Les Passantes)                              | Jehro                              |       |
| 17. | La Fille à cent sous*                                      | Arthur H                           |       |
| 18. | Fernande (live)                                            | Carla Bruni                        |       |
| 19. | Supplique pour être enterré à la plage de Sète*            | Magyd (Zebda)                      |       |
| 20. | Les Trompettes de la renommée                              | Grand Corps Malade                 |       |

Les titres avec * étaient déjà présents sur la compilation Les Oiseaux de passage.